# Project Euler
Project Euler (đặt tên theo nhà toán học Leonhard Euler) là một trang web giải bài trực tuyến. Mặc dù không bắt buộc, đa phần các bài toán được giải bằng cách viết chương trình máy tính (bằng bất kì ngôn ngữ lập trình nào, vì người dùng chỉ cần gửi đáp số). Cho đến tháng 7 năm 2023, Project Euler có hơn 840 bài toán, thu hút hơn 1.000.000 người dùng trên toàn thế giới và là một trong những trang web giải bài trực tuyến nổi tiếng nhất thế giới.

## Bài toán minh hoạ và lời giải
Bài toán đầu tiên của Project Euler có nội dung như sau:

Các số tự nhiên nhỏ hơn 10 là bội số của 3 hoặc 5 là 3, 5, 6, 9. Tổng của chúng là 23.
Tìm tổng tất cả các số tự nhiên chia hết cho 3 hoặc 5 nhỏ hơn 1000.

Mặc dù bài toán này khá đơn giản, có nhiều cách giải khác nhau.
Cách thứ nhất là liệt kê từng phần tử và kiểm tra xem nó có phải bội số của 3 hoặc 5 hay không.
Cách thứ hai sử dụng tính chất bao hàm - loại trừ. Gọi {\displaystyle sum_{k}(n)} là tổng tất cả các số nhỏ hơn n và là bội số của k. Tổng các số nhỏ hơn n và là bội của 3 hoặc 5 thỏa mãn
{\displaystyle {\begin{aligned}\mathrm {sum} _{\text{3 or 5}}(n)&=\mathrm {sum} _{3}(n)+\mathrm {sum} _{5}(n)-\mathrm {sum} _{15}(n)\\\mathrm {sum} _{k}(n)&=\sum _{i=1}^{\left\lfloor {\frac {n-1}{k}}\right\rfloor }ki\\\sum _{i=1}^{p}ki&=k{\frac {p(p+1)}{2}}\end{aligned}}}
Đáp số là {\displaystyle sum_{3or5}(1000)}